# Związek Pruski

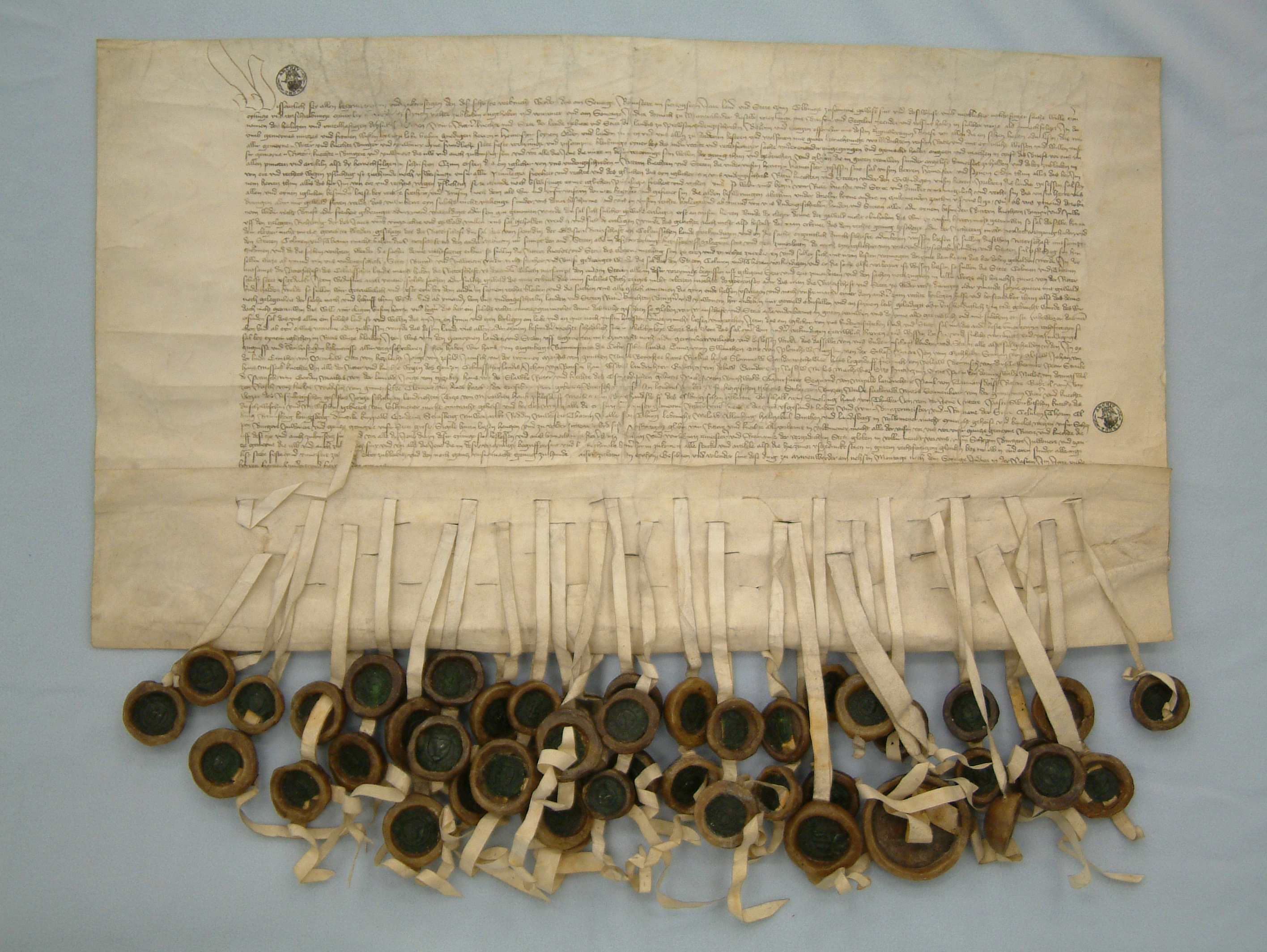
Akt erekcyjny Związku Pruskiego, 1440

Związek Pruski (niem. Preußischer Bund lub Bund vor Gewalt) – organizacja do obrony interesów i praw, o której powołaniu zadecydowano na zjeździe ziem i miast pruskich w Elblągu 21 lutego 1440 r. Projekt statutu został ustalony, wyznaczono termin zjazdu celem opieczętowania aktu na 13 marca, na który postanowiono zwołać nieobecne w Elblągu okręgi Prus. Hans von Ziegenberg przewodniczył ośmioosobowej delegacji do wielkiego mistrza, która przedstawiła mu konieczność założenia związku wobec zatargów w Zakonie i zamiarów Polaków. Delegaci prosili o utrzymanie przywilejów i obiecywali wielkiemu mistrzowi pomoc w utrzymaniu się przy władzy.
14 marca, na kolejnym zjeździe w Kwidzynie  pełnomocnicy większości okręgów i miast, opieczętowawszy formalny akt utworzenia Związku Pruskiego (Preussischer Bund), powołali go jako konfederację szlachty i miast pruskich skierowaną przeciw Krzyżakom. W jego utworzenie zaangażowani byli również członkowie Związku Jaszczurczego. Członkowie Związku Pruskiego występowali początkowo przede wszystkim o uzyskanie szeregu praw i przywilejów, w tym politycznych, sądowych czy ekonomicznych, podobnych do posiadanych przez szlachtę i mieszczaństwo w innych krajach, a nie przeciw panowaniu Zakonu na ziemiach pruskich. Główną rolę odgrywały w nim Stare Miasto Toruń (zwłaszcza burmistrzowie Johann Huxer i Hermann Rusop), Chełmno i Gdańsk oraz średniozamożne rycerstwo Ziemi chełmińskiej, Pomorza Gdańskiego, Oberlandu i Warmii. Do przywódców Związku Pruskiego należeli m.in.: Gabriel, Hans von Baysen i Stibor von Baysen, Hans von Ziegenberg.

## Początek działalności
Po pokoju brzeskim w 1435 roku wcześniejszy konflikt stanów pruskich z zakonem zaczął się zaogniać. Zaczęły się także niesnaski między różnymi frakcjami Krzyżaków, w które zaczęły wtrącać się stany, chcące powołać do życia stałą organizację służącą reprezentacji ich praw i interesów. Podstawą aktu erekcyjnego Związku stał się koncept przygotowany przez Radę Starego Miasta Toruń. 14 marca 1440 roku pod aktem związkowym przycisnęło pieczęcie 53 przedstawicieli szlachty, 7 miast hanzeatyckich (Chełmno, Stare Miasto Toruń, Nowe Miasto Toruń, Elbląg, Gdańsk, Braniewo, Stare Miasto Królewiec, Knipawa) oraz 12 mniejszych miast. W ciągu lata do Związku przystąpiły prawie wszystkie miasta i znaczna część szlachty. Od 1453 roku w Toruniu mieściła się siedziba powołanej w tymże roku Tajnej Rady, stałej reprezentacji Związku Pruskiego, składającej się z 8-10 przedstawicieli rycerstwa i wielkich miast. Największym oparciem Związku były ziemia chełmińska, Gdańsk, Toruń i teren dawnej Pomezanii.

## Proces z Krzyżakami

Stany pruskie oddają swe ziemie królowi polskiemu Kazimierzowi Jagiellończykowi i koronie polskiej, 1454

Krzyżacy, odwołując się do sądów papieskiego i cesarskiego, dążyli do osłabienia i rozbicia Związku. Przeciągnęli na swoją stronę Dolne Prusy (na północ od biskupstwa warmińskiego z Królewcem) i oddali część ceł Gdańskowi. W 1451 roku Związek zastanawiał się czy nie dokonać samorozwiązania na tle gróźb cesarza i legata papieskiego biskupa Ludwika de Silves, co mogło zaszkodzić interesom handlowym, jednakże Związek podjął decyzję o dalszej działalności. W związku z naciskiem z zewnątrz Związek Pruski nawiązał intensywne kontakty z wpływowymi polskimi ówczesnymi politykami. W dniu 5 grudnia 1453 roku w Wiedniu cesarz Fryderyk III Habsburg nie wysłuchawszy do końca skarg związkowców wydał wyrok potępiający Związek Pruski i nakazujący jego rozwiązanie, Cesarz nałożył na związek kary pieniężne, oraz wydał wyrok śmierci na 300 członków Związku bez podania konkretnych nazwisk. Wydana też została ekskomunika, nałożona na Związek Pruski na podstawie sfałszowanej bulli papieskiej. Dolne Prusy chciały się podporządkować wyrokowi, jednak Gdańsk, Toruń i rycerstwo chełmińskie były przeciwne. Rezydująca w Toruniu Tajna Rada Związku podjęła ryzyko przyjęcia zwierzchnictwa Kazimierza Jagiellończyka. Związkowcy uznali, że należy znaleźć nowego zwierzchnika dla Prus, a co za tym idzie nowego władcę terytorialnego. Akt poddania się stanów pruskich polskiemu królowi był dla członków Związku rozwiązaniem ostatecznym. W styczniu 1454 roku przybyła do króla Kazimierza IV w Sandomierzu delegacja Związku ofiarując mu poddanie Prus. Król oficjalnie nie poparł tego pomysłu, ponieważ nie mógł poprzeć buntu poddanych przeciwko władzy, jednakże szybko rozpoczęte przygotowania do powstania oznaczały, że Polska nieoficjalnie zadeklarowała Związkowi pomoc przeciwko Krzyżakom.

## Wojna trzynastoletnia
W dniu 4 lutego 1454 Tajna Rada wysłała z Torunia do Malborka poselstwo z listem, w którym formalnie wypowiedziała wielkiemu mistrzowi krzyżackiemu posłuszeństwo. Akt ten, który opieczętowali Hans von Baysen, przez Polaków zwany Jan Bażyński (jako reprezentant rycerstwa pruskiego) oraz Stare Miasto Toruń (jako reprezentant miast pruskich), dotarł przez posłańca toruńskiego do rąk wielkiego mistrza rano 6 lutego. Tego samego dnia atakiem na zamek krzyżacki w Toruniu wybuchło powstanie przeciw Krzyżakom. W tym samym miesiącu gdańszczanie zaatakowali krzyżacki Wielki Młyn i 11 lutego opanowali zamek krzyżacki, który następnie zniszczyli. Po upływie miesiąca Krzyżacy kontrolowali już tylko Malbork, Sztum i Chojnice. Wkrótce do Krakowa udał się z poselstwem Hans von Baysen, który w imieniu Związku Pruskiego zwrócił się do króla Kazimierza Jagiellończyka o przyłączenie Prus do Polski. W dniu 21 lutego 1454 roku Baysen został przyjęty na posiedzeniu rady koronnej i wygłosił mowę z prośbą o inkorporację. Rada przegłosowała prośbę i król się do niej przychylił. Następnego dnia król wypowiedział Zakonowi wojnę. Akt inkorporacji wystawiony 6 marca 1454 r. oznaczał równocześnie początek wojny trzynastoletniej, finansowanej głównie przez Związek Pruski (pół miliona dukatów), w tym wielkie miasta pruskie: Gdańsk (470 tys. florenów węgierskich) i Toruń (124 tys. florenów węgierskich), króla Kazimierza (pół miliona dukatów) i społeczeństwo Królestwa Polskiego (pół miliona dukatów). W maju król Polski odebrał hołd w Toruniu od Ziemi chełmińskiej, 11 czerwca w Elblągu od Gdańska i m.in. Elbląga oraz od trzech biskupów pruskich. W Królewcu hołd odebrał kanclerz Jan z Koniecpola.

## Członkowie
Miasta będące członkami założycielami Związku Pruskiego z dnia 14 marca 1440 roku 
| Niemiecka nazwa             | Polska nazwa             | Rosyjska nazwa (po 1945) |
| --------------------------- | ------------------------ | ------------------------ |
| Thorn                       | Toruń – Stare Miasto     |                          |
| Thorner Neustadt            | Toruń – Nowe Miasto      |                          |
| Culm                        | Chełmno                  |                          |
| Elbing                      | Elbląg – Stare Miasto    |                          |
| Neustadt Elbing             | Elbląg – Nowe Miasto     |                          |
| Rechtstadt Danzig           | Gdańsk – Główne Miasto   |                          |
| Braunsberg                  | Braniewo                 |                          |
| Altstadt Königsberg         | Królewiec – Stare Miasto | Kaliningrad              |
| Kneiphof                    | (Królewiec) Knipawa      |                          |
| Löbenicht                   | (Królewiec) Lipnik       |                          |
| Graudenz                    | Grudziądz                |                          |
| Strasburg (in Westpreussen) | Brodnica                 |                          |
| Neumark                     | Nowe Miasto Lubawskie    |                          |
| Löbau (in Westpreußen)      | Lubawa                   |                          |
| Rehden                      | Radzyń Chełmiński        |                          |
| Wehlau                      | Welawa                   | Znamensk                 |
| Allenburg                   | Alembork                 | Drużba                   |
| Zinten                      | Cynty                    | Kornewo                  |
| Heiligenbeil                | Święta Siekierka         | Mamonowo                 |
| Landsberg                   | Górowo Iławeckie         |                          |

Inni członkowie z 1440 r.:
| Polska nazwa          | Data przystąpienia   |
| --------------------- | -------------------- |
| Starogard             | 31 marca 1440        |
| Morąg                 | 3 kwietnia 1440      |
| Pasłęk                | 3 kwietnia 1440      |
| Miłakowo              | 3 kwietnia 1440      |
| Tolkmicko             | 3 kwietnia 1440      |
| Młynary               | 3 kwietnia 1440      |
| Tczew                 | 3 kwietnia 1440      |
| Gniew                 | 3 kwietnia 1440      |
| Gdańsk – Stare Miasto | 3 kwietnia 1440      |
| Nowe                  | 3 kwietnia 1440      |
| Lębork                | 3 kwietnia 1440      |
| Łeba                  | 3 kwietnia 1440      |
| Hel                   | 3 kwietnia 1440      |
| Puck                  | 3 kwietnia 1440      |
| Kwidzyn               | 17 kwietnia 1440     |
| Chojnice              | 1 maja 1440          |
| Malbork               | 5 maja 1440          |
| Bartoszyce            | 5 maja 1440          |
| Sępopol               | 5 maja 1440          |
| Rastembork (Kętrzyn)  | 5 maja 1440          |
| Frydland (Prawdinsk)  | 5 maja 1440          |
| Orneta                | 5 maja 1440          |
| Lidzbark Warmiński    | 5 maja 1440          |
| Reszel                | 5 maja 1440          |
| Dobre Miasto          | 5 maja 1440          |
| Wartembork (Barczewo) | 5 maja 1440          |
| Jeziorany             | 5 maja 1440          |
| Bisztynek             | 5 maja 1440          |
| Olsztyn               | 5 maja 1440          |
| Frombork              | 5 maja 1440          |
| Melzak (Pieniężno)    | 5 maja 1440          |
| Tuchola               | 6 maja 1440          |
| Krzyżbork             | 30 maja 1440         |
| Domnowo               | 30 maja 1440         |
| Sztum                 | 21 czerwca 1440      |
| Gierdawy              | 18 października 1440 |

W następnych latach dołączyły kolejne miasta: Człuchów, Pasym, Nidzica, Działdowo, Dąbrówno, Olsztynek, Prabuty, Chełmża.
Kolejni szlachcice dołączyli po wybuchu wojny trzynastoletniej, miasta Dzierzgoń, Łuczany (Giżycko) i Nowy Staw również stanęły po stronie Polski w wojnie, a kilka innych również uznało polskie panowanie i poddało się Polsce, w tym Czarne, Debrzno, Golub, Kowalewo, Lidzbark, Łasin, Wąbrzeźno.